# Keršič
Keršič je priimek v Sloveniji, ki ga je po podatkih Statističnega urada Republike Slovenije na dan 1. januarja 2010 uporabljalo 230 oseb.

## Znani nosilci priimka
- Andraž Keršič, arhitekt
- Fric Keršič - Gal (1908—1942), rudar, politični delavec in narodni heroj
- Irena Keršič (*1948), arheologinja
- Marjan Keršič - Belač (1920—2003), kipar in alpinist
- Marjeta Keršič Svetel (*1959), novinarka, planinka
- Marta (Milena) Keršič, zgodovinarka
- Nikolaj Keršič (1925—1983), elektrotehnik, univ. prof.
- Pavle Keršič - Ježek (1921—1981), partizan prvoborec
- Peter Keršič (1881—1948/9), pravnik, preds. deželnega sodišča
- Peter Keršič ml. (1914—2004), inženir, ravnatelj CTK